# Carinispora nypae
Carinispora nypae är en svampart som beskrevs av K.D. Hyde 1992. Carinispora nypae ingår i släktet Carinispora och familjen Phaeosphaeriaceae.   Inga underarter finns listade i Catalogue of Life.